# آرتورس‌دل
آرتورس‌دل (به انگلیسی: Arthursdale) یک روستا در بریتانیا است که در Barwick in Elmet and Scholes واقع شده‌است.